# Arca de la Alianza

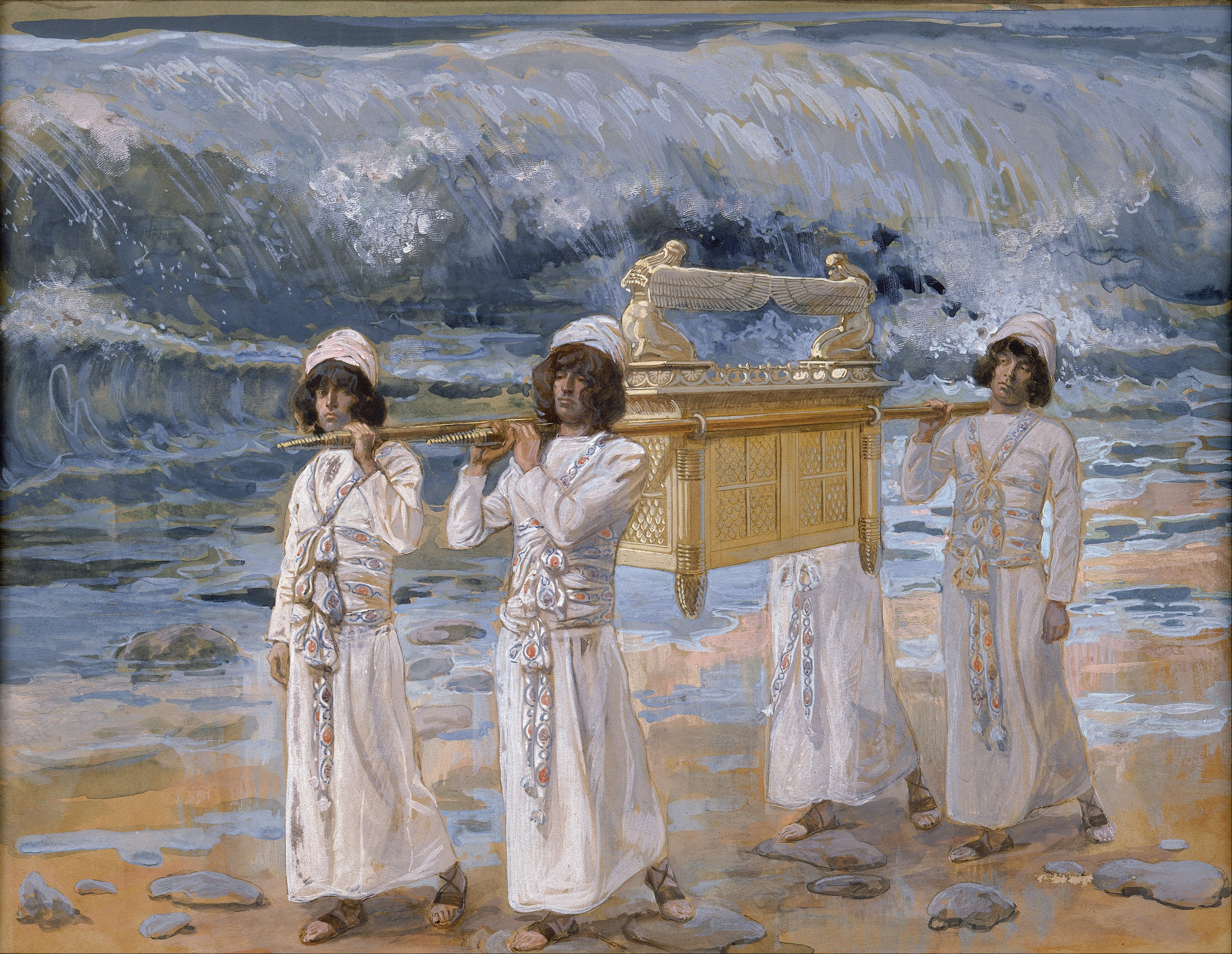
Arca del pacto (Tissot, 1896-1902).

El arca de la alianza o arca del pacto (en hebreo: אֲרוֹן הַבְּרִית ʾĂrōn haBǝrīṯ; koiné: Κιβωτὸς τῆς Διαθήκης, romanizado: Kibōtòs tês Diathḗkēs; Ge'ez: ታቦት tābōt) es un cofre de madera cubierto de oro descrito en la Biblia que, según el libro del Éxodo, contenía las dos tablas de piedra de los Diez Mandamientos. Según la Carta a los hebreos del Nuevo Testamento, también contenía la vara de Aarón y una vasija de maná. El episodio se sitúa aproximadamente un año después del éxodo de Egipto.
El arca fue creada siguiendo el modelo que Dios le habría dado a Moisés cuando los israelitas acamparon al pie del monte Sinaí. Más tarde se colocó en el templo de Jerusalén construido por Salomón.
Hay quienes sostienen que se trataba de las segundas tablas y los restos de la primera; por otro lado, otros sostienen que además se guardó un rollo de la Torá.
Se desconoce su ubicación actual, aunque existen varias teorías al respecto.

## Nombres
Los autores de la Biblia emplearon más de veinte expresiones diferentes para referirse al arca. Las más comunes son «arca de la alianza» (en hebreo:  אֲרוֹן הַבְּרִית,  aron ha-brit, en griego koinē: Κιβωτός της Διαθήκης, kibōtos tēs Diathēkēs;) y «arca del testimonio», expresiones que no son privativas de ningún escritor en particular y que se usan indistintamente. Asimismo es conocida como «arca del Convenio» o «arca de Yahveh».

## Modelo y diseño
Según el relato bíblico, análogo a mitos similares, Yahveh dio instrucciones a Moisés para construirla junto con el Tabernáculo, dado que era el objeto sagrado más importante del campamento de Israel. El cofre en sí mismo medía 2,5 codos de largo, 1,5 de ancho y 1,5 de alto (111 cm × 67 cm × 67 cm) y estaba hecho de madera de acacia y revestido de oro puro tanto por dentro como por fuera. Coronaba el arca un artístico «borde de oro» en forma de guirnalda «sobre ella [...] en derredor». La segunda parte del arca, su cubierta, estaba hecha de oro macizo, no meramente de madera revestida, y tenía la misma longitud y anchura que el cofre. Sobre esta cubierta había montados dos querubines de oro de labor a martillo, uno a cada extremo de la cubierta, con sus rostros vueltos el uno hacia el otro, las cabezas inclinadas y las alas extendidas hacia arriba «cubriendo la cubierta protectoramente». A esta cubierta también se la conocía como «el propiciatorio» o «cubierta propiciatoria».
Para transportar el arca, se suministraron largos varales, hechos también de madera de acacia revestida de oro, e insertados a través de dos pares de anillos de oro a ambos lados del cofre. Como estos varales no se debían quitar de sus anillos, nunca había necesidad de que los portadores del arca la tocaran. En las esquinas había cuatro «patas para caminar, patas flexionadas como para caminar», para que no se apoyase directamente en el suelo, aunque no se sabe qué altura tenían. Parece que los anillos estaban montados justo por encima de las patas o quizás sobre ellas

## Ceremonia de inauguración y uso
Bezalel y los hombres de corazón sabio que le ayudaban se atuvieron a las instrucciones explícitas recibidas y construyeron el arca con los materiales con los que el pueblo había contribuido. Un año después del éxodo, finalizado y erigido el tabernáculo, Moisés puso dentro del arca las dos tablas de la Ley (Deuteronomio 10:1-5 menciona que durante unos pocos meses, desde el momento en que Moisés recibió las tablas de la Ley en la montaña hasta que se trasladaron al arca construida por Bezalel, estuvieron guardadas en un arca provisional de madera de acacia hecha con ese fin). Seguidamente, Moisés introdujo los varales por los anillos del arca, le colocó la cubierta y la llevó al tabernáculo. Una vez allí, puso en su lugar el velo que separaba el lugar Santo del lugar Santísimo y después, como parte de la ceremonia inaugural, ungió con aceite el arca y todos sus utensilios. A partir de entonces, siempre que los sacerdotes desmontaran el tabernáculo para levantar el campamento, emplearon el mismo velo divisorio, además de una cubierta de pieles y una tela azul para cubrir el arca con el fin de impedir que el pueblo la mirase «el más mínimo momento, y por lo tanto muriese».
El arca hacía las veces de archivo sagrado para conservar ciertos artículos que servían de recordatorio o de testimonio. Las dos tablas del Testimonio o los Diez Mandamientos eran su principal contenido. También se guardó en ella una «jarra de oro que contenía el maná y la vara de Aarón que reverdeció », pero más tarde, en algún momento anterior a la construcción del templo de Salomón, se sacaron de ella. Poco antes de morir, Moisés dio una copia del «libro de la ley» a los sacerdotes levitas y les dijo que la deberían guardar, no dentro, sino «al lado del arca del pacto de Yahveh su Dios, [...] de testigo contra ti».

## Símbolo de la presencia de Dios

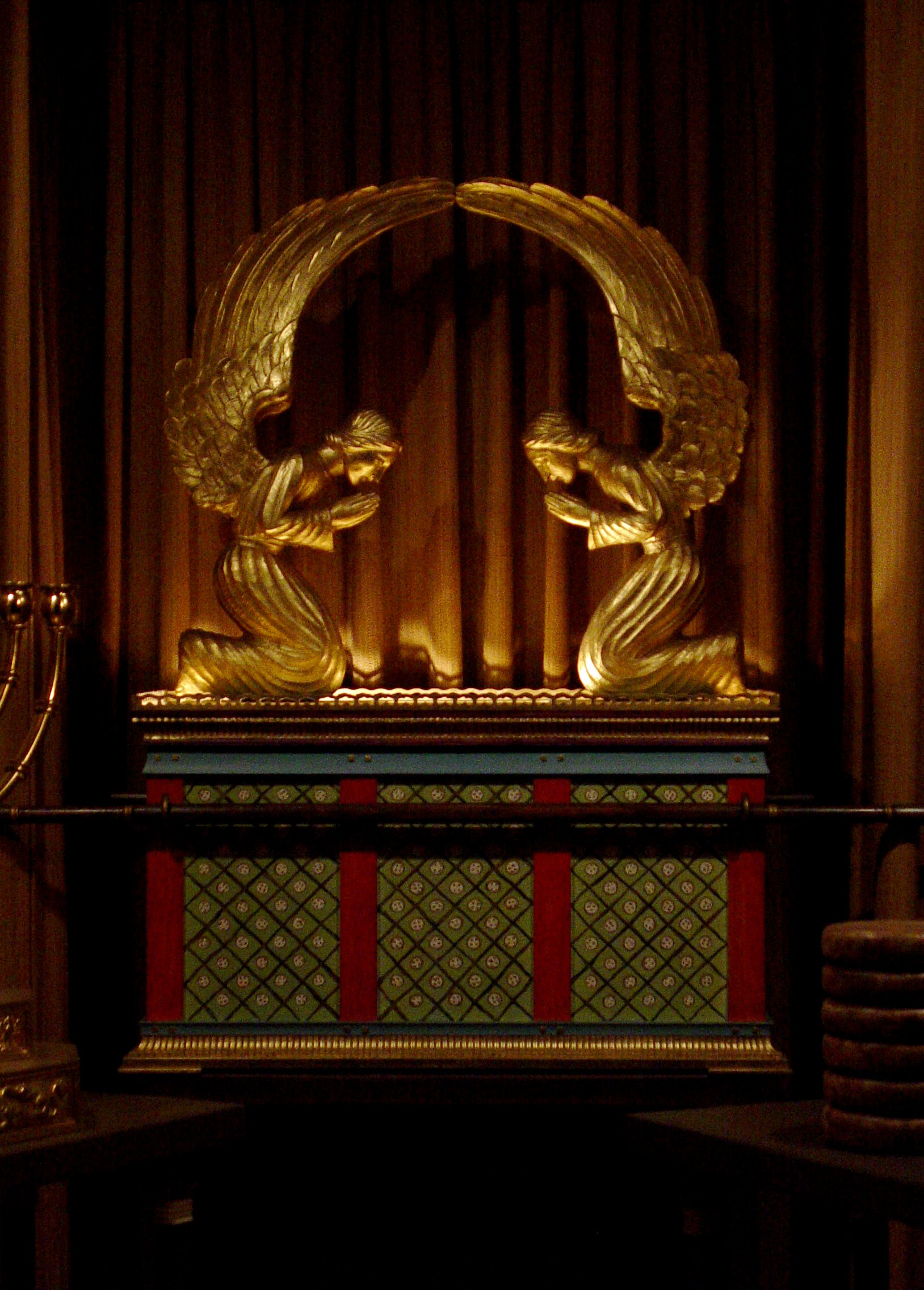
Réplica del arca de la alianza en el Royal Arch Room del George Washington Masonic National Memorial.

El arca representó durante su existencia la presencia de Dios, quien prometió: «Allí ciertamente me presentaré a ti, y hablaré contigo desde más arriba de la cubierta, desde entre los dos querubines que están sobre el arca del testimonio». «En una nube apareceré encima de la cubierta» (Éx 25:22; Le 16:2). Samuel escribió que Yahveh «estaba sentado sobre los querubines» (1Sa 4:4), de ahí que estos sirvieran como «la representación del carro» de Yahveh (1Cr 28:18). Por lo tanto, «siempre que Moisés entraba en la tienda de reunión para hablar con Yahveh, entonces oía la voz que conversaba con él desde más arriba de la cubierta que estaba sobre el arca del testimonio, de entre los dos querubines; y le hablaba» (Nú 7:89). Más tarde, Josué y el sumo sacerdote Fineas también inquirieron de Yahveh delante del arca (Jos 7:6-10; Jue 20:27, 28). Solo al sumo sacerdote le estaba permitido entrar en el Santísimo y ver el arca un día al año, aunque no con el propósito de comunicarse con Yahveh, sino para llevar a cabo la ceremonia del Día de Expiación (Le 16:2, 3, 13, 15, 17; Heb 9:7).
La presencia de Yahveh representada por el arca resultó en que el pueblo de Israel disfrutase de otras bendiciones. Cuando el pueblo levantaba el campamento, la costumbre era que el arca y la nube de Yahveh fuesen delante (Nú 10:33, 34). Así, al tiempo de cruzar el Jordán, Yahveh detuvo el caudal del río cuando los sacerdotes que llevaban el arca pisaron las aguas de la orilla y, de ese modo, se les permitió cruzar por el cauce seco (Jos 3:1–4:18). Asimismo, en la marcha alrededor de Jericó, un contingente militar iba delante seguido de siete sacerdotes que tocaban el cuerno; luego iba el arca y, por último, las fuerzas de retaguardia (Jos 6:3-13). La victoria alcanzada en Jericó contrasta con la derrota que tiempo atrás habían experimentado cuando un grupo de rebeldes intentó temerariamente iniciar la ocupación de la Tierra Prometida, contraviniendo las instrucciones divinas y sin que ni «el arca del pacto de Yahveh ni Moisés se hubiesen movido de en medio del campamento» (Nú 14:44, 45). Hasta los filisteos, un pueblo enemigo, percibieron la presencia de Yahveh cuando el arca estuvo en el campo de batalla. Atemorizados, gritaron: «¡Dios ha entrado en el campamento [de Israel]!» [...] «¡Ay de nosotros, porque una cosa como esta nunca antes ha sucedido! ¡Ay de nosotros! ¿Quién nos salvará de la mano de este majestuoso Dios? Este es el Dios que fue golpeador de Egipto con toda suerte de matanza en el desierto» (1Sa 4:6-8).
La presencia de Yahveh siguió haciéndose manifiesta cuando los filisteos se apoderaron del arca y se la llevaron a Asdod para colocarla junto a la imagen de Dagón. Aquella noche, la imagen de ese dios cayó rostro a tierra; a la noche siguiente, la estatua cayó de nuevo delante del arca y quedó con la cabeza y las palmas de las manos separadas del cuerpo. En el transcurso de los siete meses siguientes, el arca fue pasando de una ciudad filistea a otra, y según pasaba, plagaba a los filisteos con hemorroides, y dejó a Eqrón sumida en «una confusión mortífera», hasta que finalmente fue devuelta a Israel, junto con la ofrenda por la culpa requerida (1Sa 5:1–6:12).
La relación del arca con la presencia de Yahveh exigía que se la tratase con el debido respeto y la más alta consideración. Debido a esto, tanto al ponerse en marcha el arca como al posarse, Moisés pronunciaba expresiones de alabanza a Yahveh (Nú 10:35, 36). Por otra parte, tal fue la impresión que causó en el sumo sacerdote Elí oír que los filisteos se habían apoderado del arca, que perdió el equilibrio, cayó de espaldas y se desnucó. Por el mismo motivo, cuando su nuera estaba en la agonía de la muerte, dijo: «La gloria se ha ido de Israel al destierro, porque el arca del Dios verdadero ha sido tomada» (1Sa 4:18-22). Posteriormente, el rey Salomón afirmó: «Los lugares a los que ha venido el arca de Yahveh son cosa santa» (2Cr 8:11).
El arca no era un amuleto mágico, su sola presencia no garantizaba el éxito; más bien, las bendiciones de Yahveh dependían de la condición espiritual y de la obediencia fiel de los que la poseían. Por esta razón, los israelitas, acaudillados por Josué, sufrieron una derrota en Hai debido a su infidelidad, a pesar de que el arca estaba en el campamento (Jos 7:1-6). De manera similar, aunque los israelitas estaban confiados porque el arca se hallaba entre sus fuerzas de combate, los filisteos mataron a 30 000 soldados de Israel y hasta se apoderaron de ella. (1Sa 4:1-11). La recuperación del arca de manos de los filisteos fue una ocasión de gran regocijo, en la que se ofrecieron sacrificios y se expresaron gracias, lo que no impidió que Yahveh «derribara al pueblo con gran matanza». ¿Por qué? «Porque habían mirado el arca de Yahveh», una violación de su mandato expreso (1Sa 6:11-21; Nú 4:6, 20). No se sabe con exactitud cuántos murieron en esa ocasión. El texto masorético dice: «De modo que derribó entre el pueblo a setenta hombres —cincuenta mil hombres—». Esta construcción tan ambigua hace pensar que la expresión «cincuenta mil hombres» es una interpolación. La Versión Peshitta siriaca y una versión arábiga dicen que fueron derribados «cinco mil setenta hombres». El Targum de Jonatán relata: «Y él derribó a setenta hombres entre los ancianos del pueblo, y a cincuenta mil entre la congregación». La Versión de los Setenta dice que «él derribó a setenta hombres entre ellos, y a cincuenta mil de los hombres», mientras que Flavio Josefo menciona solo a setenta hombres. (Antigüedades Judías, libro VI, cap. I, sec. 4).

## Lugares donde se guardó el arca
El arca no se guardó en un lugar permanente hasta que se erigió el templo de Salomón. Cuando se completó la mayor parte de la conquista del país (c. 1467 a. C.), se trasladó a Siló, donde al parecer permaneció (con la excepción del tiempo que estuvo en Betel) hasta que la capturaron los filisteos (Jos 18:1; Jue 20:26, 27; 1Sa 3:3; 6:1). Una vez recuperada, y de nuevo en el territorio de Israel, estuvo primero en Bet-semes y después en Quiryat-jearim, donde permaneció unos veinte años (1Sa 6:11-14; 7:1, 2; 1Cr 13:5, 6).
Según el texto masorético, Samuel 14:18 dice que durante los enfrentamientos del pueblo de Israel con los filisteos, el rey Saúl pidió al sumo sacerdote Ahíya que llevase el arca al campamento. Sin embargo, según la Septuaginta, Saúl le dijo a Ahíya: «‘¡Acerca el efod!’ (Porque él llevaba el efod en aquel día delante de Israel)».
David tenía el buen deseo de trasladar el arca a Jerusalén, pero el procedimiento que escogió en el primer intento provocó un desastre. En lugar de transportar el arca a pie con los varales sobre los hombros de los levitas qohatitas, de acuerdo con las instrucciones conocidas, permitió que la colocasen sobre un carro. Las reses que tiraban de él estuvieron a punto de ocasionar un vuelco, y Uzah fue muerto por YHVH por agarrar el arca, una acción que la ley divina condenaba explícitamente (2Sa 6:2-11; 1Cr 13:1-11; 15:13; Nú 4:15).
Por fin trasladada a Jerusalén, transportada como era debido por los levitas (1Cr 15:2, 15), allí estuvo guardada en una tienda durante el resto del reinado de David (2Sa 6:12-19; 11:11). Los sacerdotes quisieron llevársela cuando huyeron con motivo de la rebelión de Absalón, pero David insistió en que permaneciera en Jerusalén, pues confiaba en que Dios les permitiría a todos regresar indemnes (2Sa 15:24, 25, 29; 1Re 2:26). Él anhelaba construir una casa para poner en ella el arca, pero Dios postergó su edificación hasta el reinado de Salomón (2Sa 7:2-13; 1Re 8:20, 21; 1Cr 28:2, 6; 2Cr 1:4). Fue entonces, con motivo de la dedicación del templo, cuando se trasladó el arca de la tienda en la que se hallaba en Sión al lugar Santísimo del templo, que se había edificado sobre el monte Moriáh, donde fue colocada bajo la sombra de las alas de dos grandes querubines. El arca fue la única pieza de todo el mobiliario que había estado en el tabernáculo que se llevó al templo de Salomón (1Re 6:19; 8:1-11; 1Cr 22:19; 2Cr 5:2-10; 6:10, 11; véanse El templo de Salomón; Querubín).
La única referencia histórica al arca del pacto posterior a Salomón es de 642 a. C. —unos seiscientos años después de su construcción—, y se halla en 2 Crónicas 35:3, donde se lee la orden del rey Josías de que el arca se colocase de nuevo en el templo. Sin embargo, no se dice cómo llegó a estar fuera de él. Josías había ascendido al trono después de algunos reyes particularmente apóstatas, uno de los cuales había introducido una imagen tallada en la casa de Dios, por lo que es posible que uno de estos reyes inicuos sacase el arca de su lugar (2Cr 33:1, 2, 7). Por otra parte, bajo el patrocinio de Josías se había llevado a cabo en el templo un amplio programa de reformas, así que cabe la posibilidad de que durante las obras se trasladase el arca a otro lugar con el fin de evitar que sufriese algún desperfecto (2Cr 34:8–35:19). No se hace ninguna mención de que el arca se llevase a Babilonia, y ni siquiera figura en la lista de los artículos que se sacaron del templo, ni se menciona que fuese devuelta y colocada en el templo que reconstruyó Zorobabel ni que se reemplazase por otra. No se ha llegado a saber cuándo desapareció ni en qué circunstancias (2Re 25:13-17; 2Cr 36:18; Esd 1:7-11; 7:12-19).
Jeremías predijo el tiempo en que el arca del pacto ya no existiría, pero indicó que no se la echaría de menos y que no perjudicaría a los adoradores de Dios el no tenerla. En cambio, «llamarían a Jerusalén el trono de Yahveh» (Jer 3:16, 17). En el Apocalipsis, Juan dice: «Se vio en el santuario de su templo [en el cielo] el arca de su pacto» (Apocalipsis 11:15, 19).

## Simbología judía
El arca del pacto o alianza era un icono donde la presencia de Dios mismo residía. Los antiguos hebreos le tenían tal reverencia al arca que su morada era el lugar Santísimo del tabernáculo de Dios, a donde nadie podía entrar sino el Sumo Sacerdote una vez al año portando incienso, sangre de cordero sobre sí y sobre todo estando libre de pecado, para no perecer a causa de la Presencia de Dios.
Albergando la palabra de Yaveh, las sinagogas poseen un cofre denominado hejal, que es donde se preservan los rollos de la Torá y el cual simboliza el arca de la alianza.

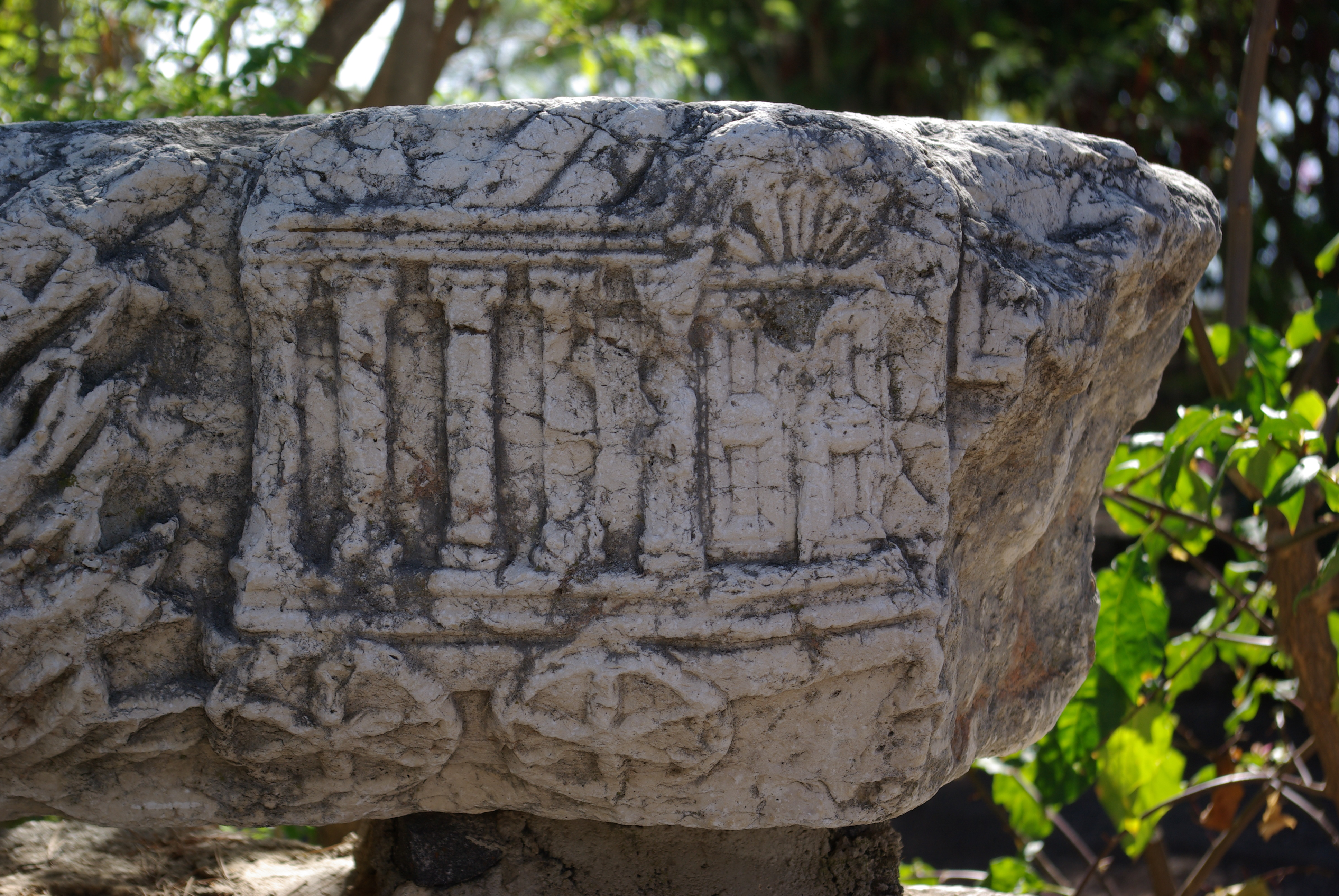
Relieve con el arca de la alianza, siglo III-IV. sinagoga de Cafarnaúm, Israel.
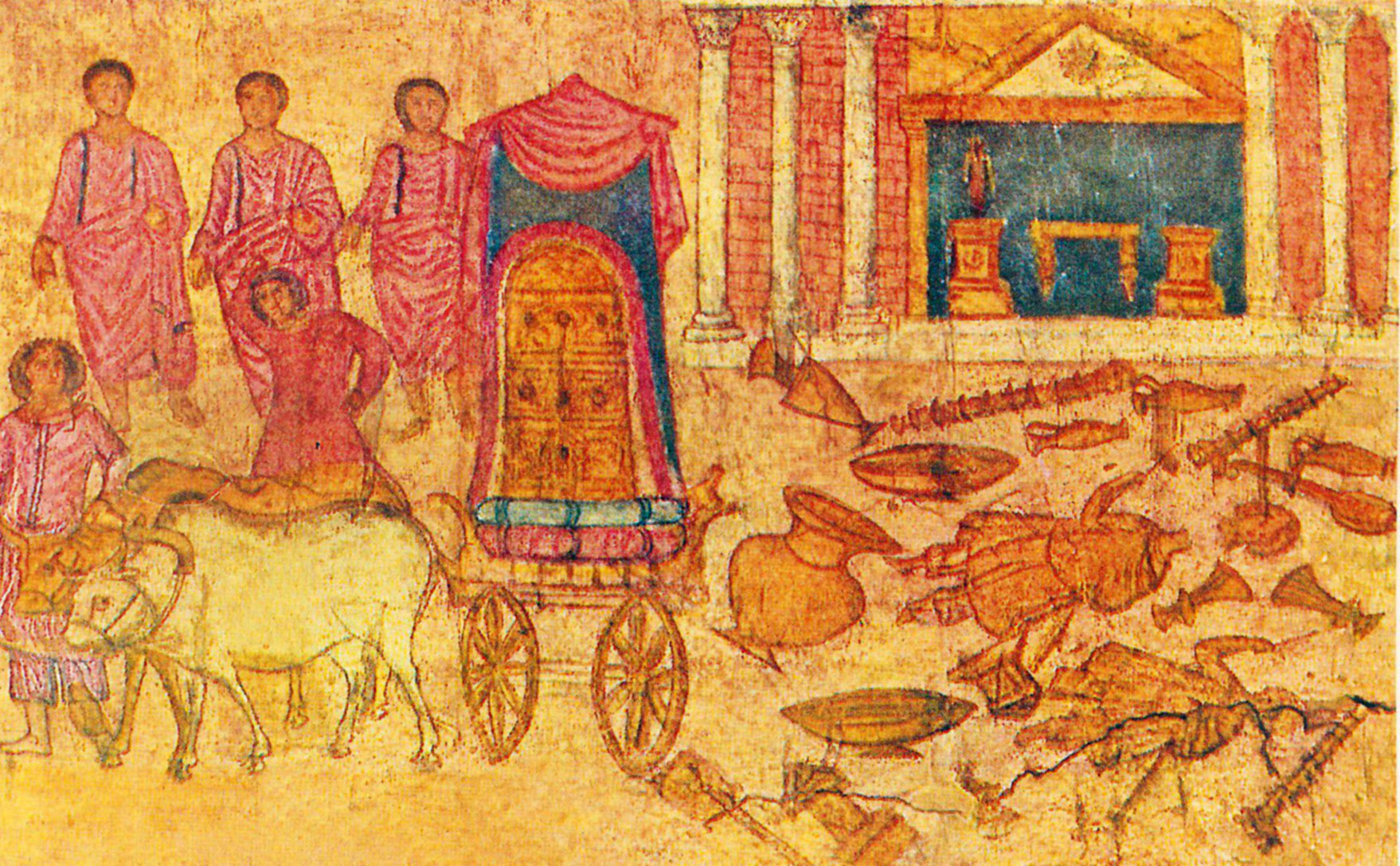
El arca de la alianza en tiempos de Saúl, capturada por los filisteos y presentada ante su templo, 244. Fresco. Dura Europos, Siria.
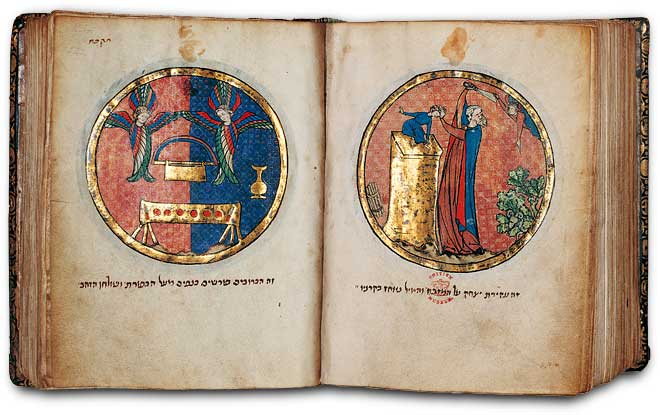
Miscelánea hebreo-francesa, c. 1278-98. La página de la izquierda, folio 522a, presenta un medallón con los implementos del Tabernáculo, entre los que se destaca el arca de la alianza.
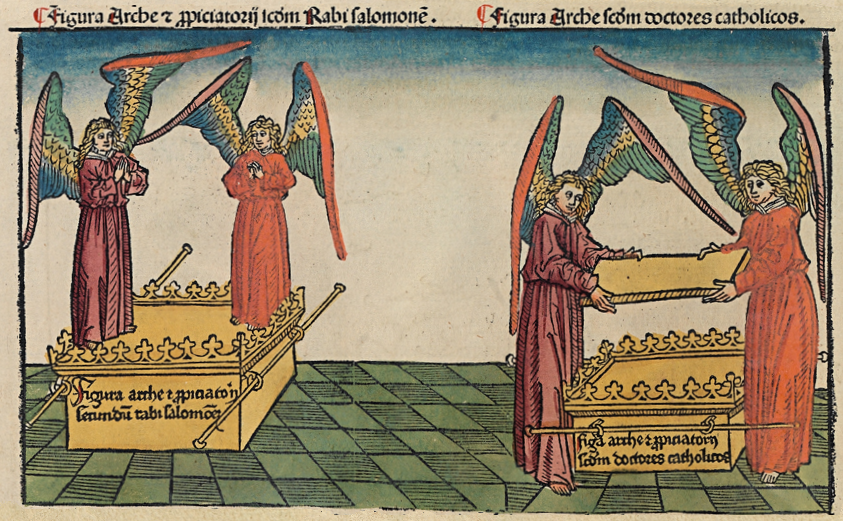
Michel Wolgemut, xilografía. Crónicas de Núremberg, 1493, f. 31v.
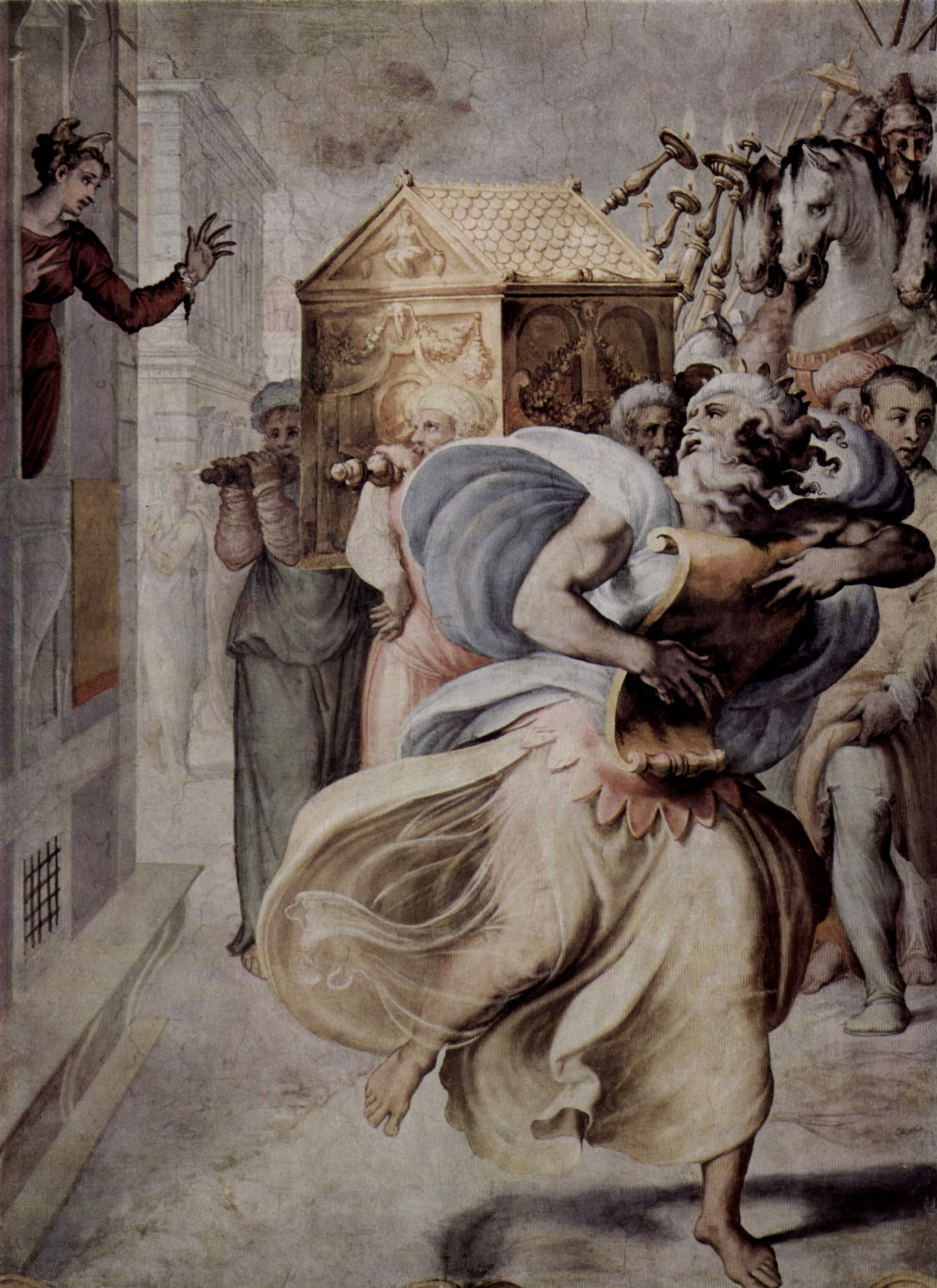
David danzando ante el arca de la alianza. Fresco por Francesco Salviati. Sala de Audiencias, Palacio Sacchetti, Roma.
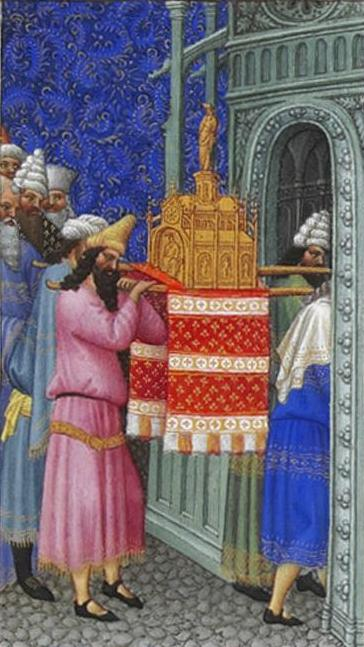
"El Arca de Dios es introducida en el Templo". Les très riches heures du Duc de Berry, 1412-14, fol. 29r. Musée Condé, Chantilly.

## Historia del arca

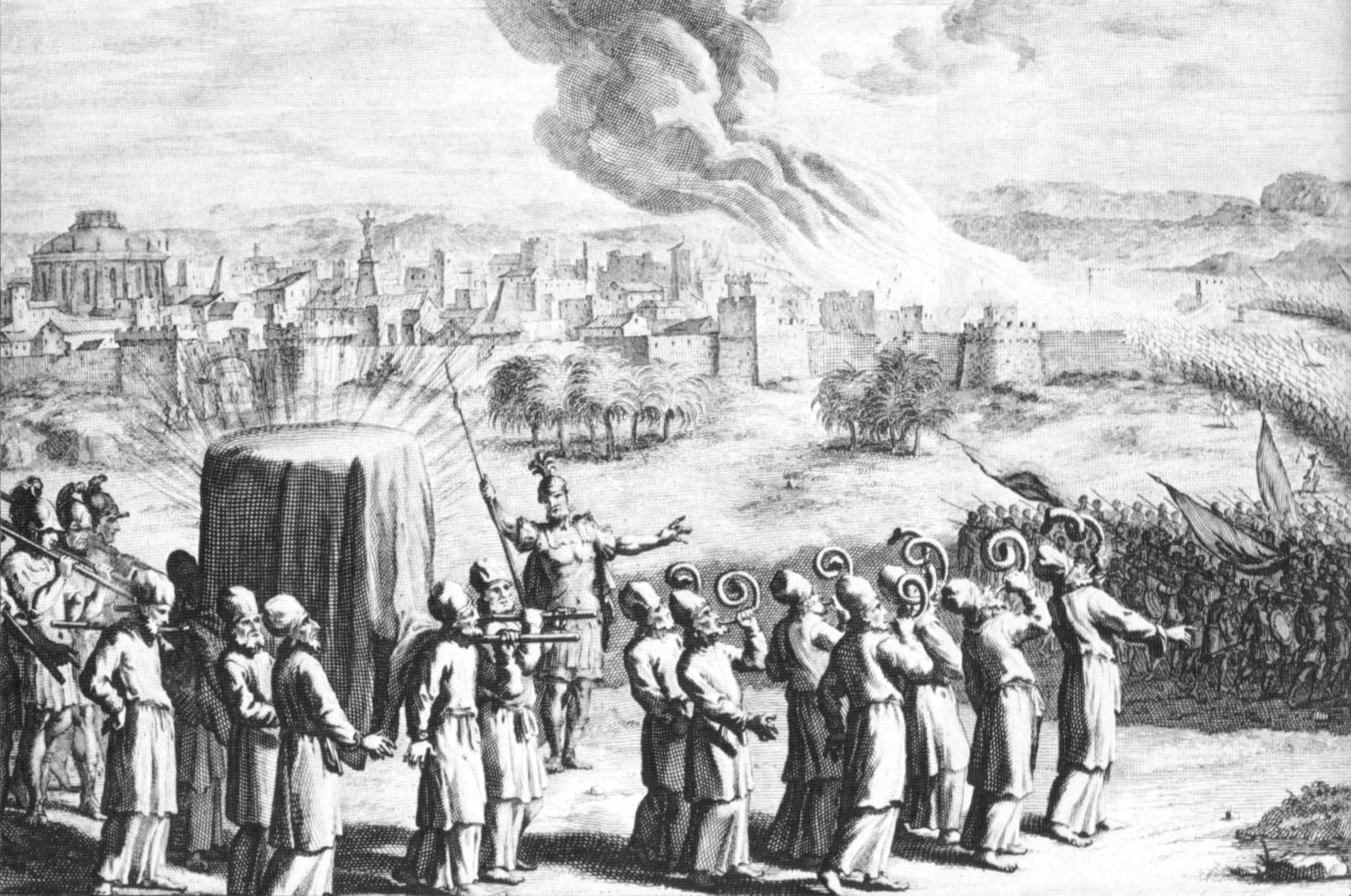
El arca cubierta es portada por sacerdotes levitas con varas de oro, mientras otros sacerdotes hacen sonar las trompetas durante el asedio de Jericó. Grabado, siglo XVIII.

La Biblia indica que el arca fue mandada construir por Moisés al orfebre Betzalel y su diseño ordenado según Dios lo había dispuesto; fue usada en la conquista de Canaán y con ella Josué consiguió abrirse paso en las aguas del Jordán al contacto de éstas con el arca, y durante siete días fue paseada en torno de Jericó, que cayó luego en poder de dicho caudillo.
El arca fue fijada en Silo. Durante la época de Elí y Samuel, sucedió uno de los episodios más impresionantes del que se cuenta acerca del arca de Dios. Durante una cruenta guerra contra los filisteos fue llevada al campamento israelita con el objeto de levantar la moral de los guerreros. Pero después de una trágica derrota del pueblo hebreo, donde fue muerto el rey Saúl y también los dos hijos del juez y sacerdote israelita Elí, los filisteos la tomaron como un valiosísimo trofeo, dando lugar a un verdadero luto en todo el país de Israel. En poder de aquellos estuvo unos meses, aconteciendo que desde el momento que fue llevada al templo de la gigantesca estatua del dios Dagón en Asdod, este quedó dos noches consecutivas postrado delante del arca, solo que la segunda vez decapitado y sin las manos, a lo que siguió una ola de estragos, desastres y plagas azotando todo aquel país. Los filisteos, horrorizados por aquellos sucesos, habían dejado que el arca fuese sola en un carro tirado por dos vacas. Después los animales pararon en Bet Semes: varios habitantes de aquel lugar murieron por el trato poco reverente que dieron al objeto sagrado.
De allí fue trasladada a Gabaá. Posteriormente David con un acompañamiento solemne la habría trasladado a Sión. Sin embargo, de camino a Sión había ocurrido un accidente: Uza, un encargado del arca, quiso sostenerla en un momento de bamboleo y cayó muerto de repente. David atemorizado la dejó durante 3 meses en casa de Obededom. Seguidamente, desde Sión la reliquia fue instalada en el majestuoso templo de Salomón en tiempos de su reinado en Jerusalén.
Luego, desde que Nabucodonosor II, rey de Babilonia, invadió Jerusalén, destruyendo el templo y saqueando todos los objetos valiosos del mismo, el arca previsoriamente fue llevada y colocada en un lugar seguro y secreto antes de la invasión y posterior deportación de los judíos.
Precisamente -en ese tiempo de la destrucción del Templo- Jeremías es el profeta ungido responsable de hablar. Según el registro de los Macabeos, Jeremías tomó el arca —lo cual representaba el trono de Dios— para ocultarla en el Monte Nebo.
En cuanto a la existencia histórica del arca de la alianza, desde principios del siglo XXI se ha producido un auténtico debate historiográfico para tratar de averiguar cuál fue la naturaleza de este importante objeto de culto. Por una parte, los conocidos como historiadores minimalistas, encabezados por los arqueólogos israelitas Finkelstein y Silberman, autores de La Biblia desenterrada, rechazan la propia existencia de la reliquia, al negar, entre otras cosas, el carácter histórico del éxodo y buena parte de los hechos narrados en la Biblia sobre la Monarquía Unificada. Por otra parte, historiadores como el egiptólogo David Falk, autor de El Arca de la Alianza en su Contexto Egipcio, se adhieren al maximalismo bíblico que, basándose en las similitudes del arca con artefactos egipcios de la misma época, defienden su existencia tal y como la describe el libro sagrado. Una postura similar la representa el profesor español Javier Martínez-Pinna, autor de Operación trompetas de Jericó, quien no parece dudar de la existencia histórica del arca, después de estudiar el registro arqueológico y descubrir artefactos con las mismas características, en el mismo contexto geográfico y temporal del pueblo israelita a comienzos del primer milenio antes de Cristo.

## Ubicación actual del arca
Actualmente existen diversas teorías sobre la ubicación actual del arca de la alianza. Entre ellas destacan las seis más conocidas, las cuales se citan a continuación:

### Oculta en el monte Nebo
El Libro II de los Macabeos (cap. 2, ver. 4-10) contiene referencia de unos escritos que mencionan que el profeta Jeremías, al ser advertido por Hashem (Dios) antes de la invasión babilónica, sacó el arca del Templo y la hizo enterrar en una cueva del monte Nebo. En este sentido, cabe mencionar que, a partir de esta ubicación, existen numerosas teorías o historias «no probadas» y sin fundamento serio, que postulan que habría sido encontrada e incluso posiblemente llevada a algún otro lugar.

### Oculta bajo el templo en Jerusalén
Un grupo de rabinos afirma que tras la caída de la ciudad de  Jerusalén, que devino en la destrucción y saqueo del primer templo a manos babilónicas, el arca habría sido enterrada en el monte Moriá, donde se habría ubicado el antiguo templo. Según estos religiosos, el cofre sagrado no se menciona entre los tesoros devueltos por los persas, por lo que debió sobrevivir al saqueo al ser enterrado por los levitas. Estos habrían muerto en la caída de la ciudad sin dar la ubicación del arca. Hoy su búsqueda es casi imposible porque en ese sitio se alza el Domo de la Roca. En una entrevista para The Telegraph, el rabino Chaim Richman, director del Instituto del Templo cuya finalidad es fomentar la reconstrucción del Templo de Salomón en Israel, señaló que el arca del pacto, o arca de la alianza, estaría oculta a un kilómetro de allí, en cámaras subterráneas, cavadas en los días de Salomón.

### Oculta bajo del monte de la Calavera en Jerusalén
Ron Wyatt (1933-1999), un arqueólogo bíblico aficionado famoso por afirmar haber descubierto numerosos lugares y artefactos relacionados con la arqueología bíblica, la ubica en lo que se denomina el jardín de la Tumba, en el monte de la Calavera de Jerusalén. Su descubrimiento ha sido desmentido por científicos, historiadores y eruditos bíblicos por varios motivos como la total ausencia de pruebas (grabaciones o fotografías) y dar una descripción demasiado parecida a la ofrecida por el libro del Éxodo, pese a los miles de años transcurridos sin restauración ni mantenimiento alguno, además de discordar con la descripción existente en el Deuteronomio. Sin embargo, el trabajo de Wyatt sigue teniendo algunos seguidores entre grupos fundamentalistas cristianos.

### Resguardada en una iglesia de Etiopía
En 1989 un periodista británico, Graham Hancock, aseguró que la legendaria arca perdida no se encontraba perdida, sino a salvo en un templo de Etiopía. Posteriormente han aparecido pruebas arqueológicas que han sustentado esta teoría. Esta teoría se basa en relatos y textos (como el Kebra Nagast) pertenecientes a la Iglesia cristiana copta en Etiopía, que indican que el arca de la alianza habría sido trasladada secretamente hacía más de mil años. (650 a. C.).

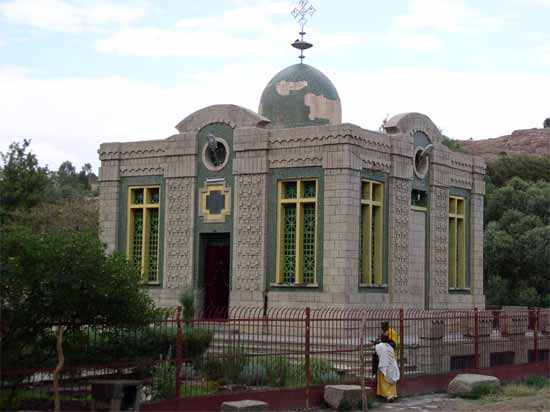
La Capilla de las Tablas en la iglesia de Nuestra Señora de Sion, según la tradición etíope, alberga el arca de la alianza.

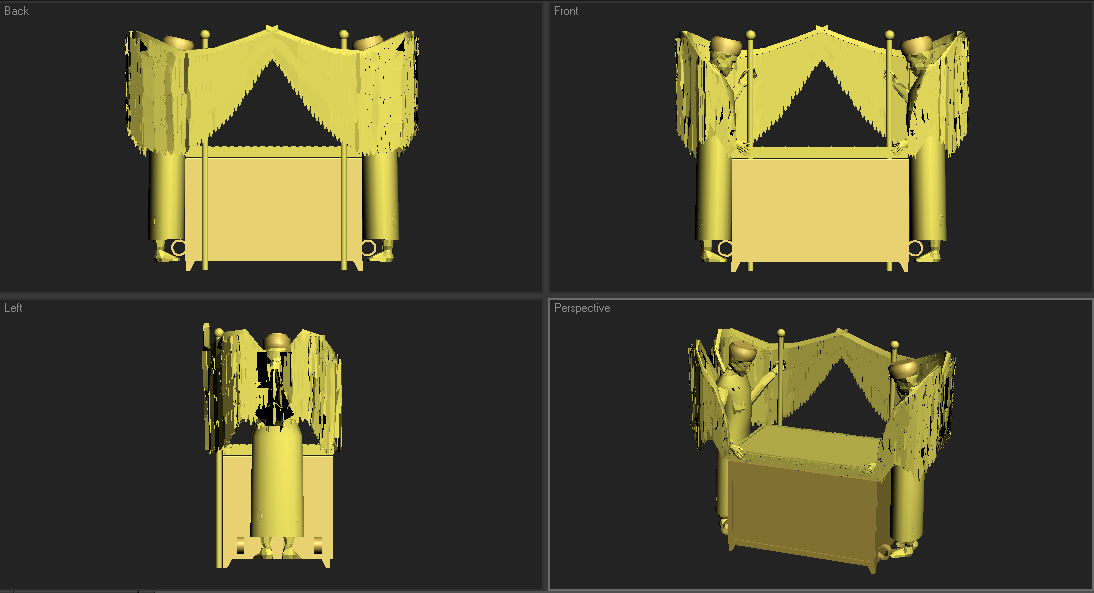
Modelo 3D del arca de la alianza, basado en el boceto del Dr. J.O. Kinnaman.

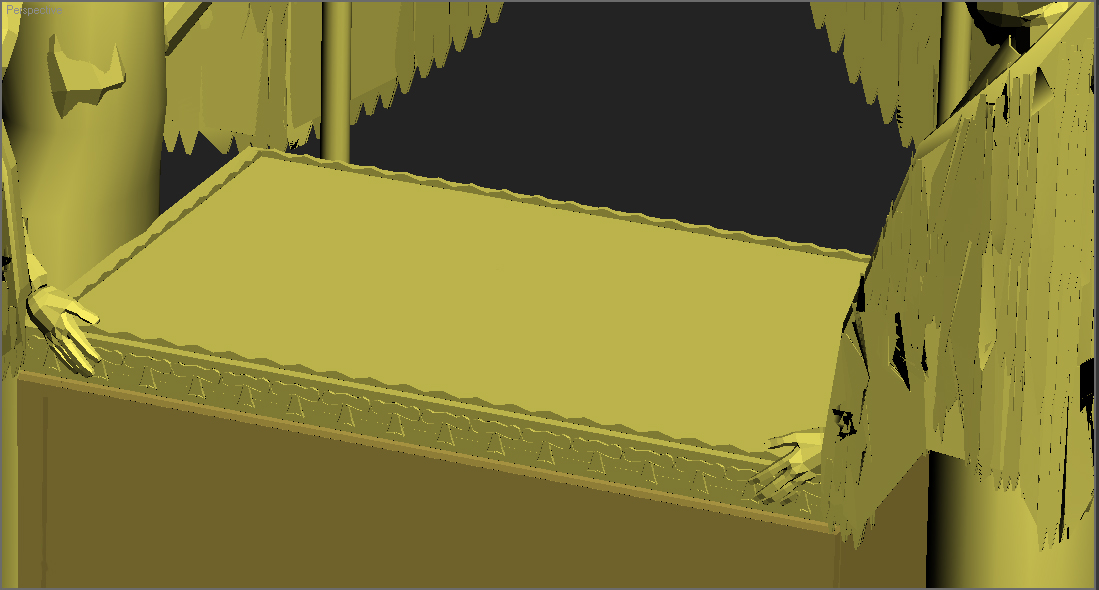
Detalle de la guirnalda que adorna la tapa.

Cuenta el libro sagrado de Etiopía, el Kebra Nagast, que en tiempos de Salomón, la Reina de Saba visitó Jerusalén atraída por la sabiduría de su rey. La Reina de Saba comenzó a ejercer una irresistible atracción sobre el hijo de David, quien pese a sus riquezas e inteligencia no lograba seducir a la bella soberana. Llegaba la hora de que partiera Saba y Salomón consiguió arrancarle una promesa: que en el caso de que se llevase consigo algún bien preciado del reino, consentiría a cambio yacer con él una sola noche. La víspera del viaje, Salomón ofreció a su invitada una cena de exquisitos manjares. Astutamente ordenó que se sazonaran con abundante sal y picantes especias. Tras los postres, la reina tuvo que beber abundante agua para calmar la sed. La reina de Saba cumplió y de aquella única unión nació Menelik I, futuro rey de Etiopía. Relatos indican que años más tarde el joven Menelik fue enviado para recibir educación a casa de su padre en Jerusalén. Pocos años después, a pesar de los esfuerzos de Salomón para que su hijo se quedara, Menelik regresó a Etiopía. La tradición cuenta que, seducido por sus ayudantes, se llevó consigo el arca (algunas teorías postulan que para poder llevarse el arca existió un posible cambio del arca original por el de una copia del arca que Menelik debía llevarse; siendo posiblemente que esa copia sea el arca que se dice fue ocultada en Jordania; otras teorías, en cambio, postulan la posible existencia de dos arcas originales o que tenían la misma importancia, en donde en cada una se guardó posiblemente una de las Tablas de la Ley, siendo una de ellas la que fue llevada a Etiopía). 
Posteriormente los relatos indican que permaneció primero en un templo en la isla de Elefantina del río Nilo. Luego se relata cómo el arca de la alianza habría sido colocada en una especie de tabernáculo en la isla de Tana Qirqos, ubicada en el lago Tana, donde permaneció durante ochocientos años. 
Los relatos señalan que pasado estos ochocientos años, el rey Ezana de Etiopía decidió trasladar el arca a Axum, siendo finalmente guardada en la iglesia de Nuestra Señora de Sion. Según los etíopes, es el lugar en donde hasta hoy en día aún permanece y es cuidada por un sacerdote. Este sacerdote, según sus tradiciones, sería un descendiente de uno de los levitas, quienes ayudaban a trasladar y cuidar el arca en sus viajes. Este sacerdote es la única persona a quien se le permite ver el arca de la alianza guardada en la iglesia de Nuestra Señora de Sion, al igual que ocurría con los levitas según la tradición judía; es por ello que no se ha podido ratificar su permanencia real en esta iglesia, aunque todas las pruebas arqueológicas indicarían que esta teoría sería auténtica.[cita requerida] Entre las variadas pruebas arqueológicas, hay reliquias pertenecientes al pueblo judío de la época del arca, y que pertenecerían al templo de Jerusalén.[cita requerida]
Esta última teoría además se sustenta en que extrañamente el arca es el punto central del culto y la adoración cristiana en Etiopía: cada uno de los veinte mil templos de Etiopía contiene una réplica del arca de la alianza. El libro sagrado de Etiopía, el Kebra Nagast, cuenta la historia del traslado del arca gracias a Menelik I.
Cuando el rey Salomón se dio cuenta del robo, pensó en enviar un ejército a perseguir a su hijo, pero él también soñó que era la voluntad de Dios y mantuvo en secreto la desaparición del arca. La versión respecto a Makeda y Salomón, en la tradición judío ortodoxa de la falasha de Etiopía, es prácticamente idéntica a la del Kebra Nagast. A pesar de ser una historia desestimada por los historiadores occidentales, los etíopes la aceptan sin dudar. Están convencidos de que el arca original fue llevada a Axum en el primer milenio antes de Cristo y que permanece ahí desde entonces.
Recientemente, el Abune de Etiopía (Iglesia ortodoxa etíope) afirma haber visto el arca de la alianza
En diciembre de 2020 se reportó un ataque a la Iglesia de Nuestra Señora de Sión por la armada etíope y milicias de Amhara, supuestamente con el objetivo de tomar el arca. El estado del arca no ha sido reportado.

### Llevada a Zimbabue
La tribu africana Lemba, la cual presume de ascendencia israelita,[cita requerida] ha afirmado en sus tradiciones que sus antepasados, cuando llegaron al sur de África, trajeron consigo una reliquia sagrada llamada Ngoma lungundu o «la voz de Dios», la cual estuvo un tiempo escondida en una cueva profunda en las montañas Dumghe, su hogar espiritual hasta que fue llevada a un museo, donde se encuentra actualmente.
A partir de ello, el investigador Tudor Parfitt, que tiene un enfoque literalista de la historia bíblica, postula en su investigación que Ngoma lungundu está relacionada con el arca. Su hipótesis se basa en que el objeto descrito por el pueblo Lemba posee atributos similares al arca, tales como que Ngoma lungundu es de tamaño parecido, que fue trasladada solo por los sacerdotes, que no se le permitió tocar el suelo, que fue venerada como una voz de su Dios o que se utilizó como un arma de gran poder.
Parfitt analizó este artefacto con radio-carbono, datándolo en una fecha aproximada al año 1350, lo que coincidió con el repentino final de la Gran Zimbabue. Parfitt sugiere que la Ngoma lungundu que se encontró, es la descendiente de la bíblica arca y que ésta fue reconstruida a través de la historia. Parfitt ofrece la sugerencia de que el arca bíblica, al igual que la Ngoma lungundu, era una estructura de madera cubierta con un pedazo de cuero y que siempre ha sido un tambor, así como un arma de algún tipo, al igual que el Ngoma. Sin embargo, esta última hipótesis es rechazada por otros arqueólogos e historiadores, al no poder ser probada.

## En la cultura popular
- En la película Raiders of the Lost Ark (1981), Indiana Jones y los nazis luchan para capturar el arca.